# قبیله خرس غار (فیلم)
قبیله خرس غار (انگلیسی: The Clan of the Cave Bear)، یک فیلم ماجراجویی آمریکایی محصول ۱۹۸۶ به کارگردانی مایکل چاپمن (فیلم‌بردار) و بر اساس کتابی به همین نام قبیله خرس غار اثر جین ام. آئول است.